# Street Fighter 2010: The Final Fight
Street Fighter 2010: The Final Fight es un videojuego de acción programado por la compañía Capcom en 1990 en exclusiva para la consola Nintendo NES.
No guarda relación con las sagas Street Fighter o Final Fight pese a la similitud en el nombre y del personaje de la versión publicada en Estados Unidos. Los protagonistas, el tipo de juego, la mecánica de este y la ambientación son totalmente distintos.
La historia de este juego se traslada a un futurista año 2010. Un policía cyborg llamado Kevin Straker (en Estados Unidos su nombre se cambió a Ken) consigue infiltrarse en un laboratorio para rescatar a un amigo suyo llamado Troy, que ha sido secuestrado para someterlo a experimentos biológicos. Cuando llega allí, se da cuenta de que no hay ningún científico, que su amigo Troy ha sido asesinado y que un virus llamado Cyboplasm ha sido robado. A partir de aquí, Ken empieza la búsqueda del asesino de su amigo para vengarle y encontrar el Cyboplasm, que es capaz de crear mutaciones en seres vivos.
Street Fighter 2010: The Final Fight es un juego de acción donde se exploran varios planetas, eliminando a enemigos ya sea con los puños o usando varias armas blancas o de fuego. Para avanzar se debe buscar unos objetos luminosos que portan ciertos enemigos (señalados como Target al inicio de cada fase); pueden ser un enemigo normal o un subjefe, al tenerlos todos se activa un portal al siguiente planeta. Ken/Kevin tiene una gran variedad de movimientos, escalar paredes, colgar de cornisas y disparar en diagonal.
El juego presentaba unos gráficos de calidad para la época, con una atmósfera y ambientes muy futuristas y galácticos. El apartado sonoro cumplía sin más.
Jugablemente era uno de los juegos más difíciles de todo el catálogo de NES, por lo cual no era apto para jugadores novatos,. si bien en esa época la dificultad media de los juegos era mayor a la de generaciones posteriores.